# 강변로 (익산시)
강변로(Gangbyeon-ro)는 전북특별자치도 익산시 웅포면 웅포삼거리에서 익산시 용안면을 잇는 전북특별자치도의 도로이다.

## 주요 경유지
전북특별자치도
- 익산시 (웅포면 . 성당면 . 용안면)

## 노선
| 이름           | 접속 노선                   | 소재지        | 소재지        | 비고          |
| 철새로와 직결  | 철새로와 직결               | 철새로와 직결 | 철새로와 직결 | 철새로와 직결 |
| -------------- | --------------------------- | ------------- | ------------- | ------------- |
| 웅포삼거리     | 지방도 제722호선 (칠목재로) | 익산시        | 웅포면        |               |
| 신촌삼거리     | 지방도 제724호선 (송천로)   | 익산시        | 웅포면        |               |
| 고창교         |                             | 익산시        | 웅포면        |               |
| 맹산사거리     | 지방도 제723호선 (백제로)   | 익산시        | 웅포면        |               |
| 성포삼거리     | 성당로                      | 익산시        | 성당면        |               |
| 난포교         |                             | 익산시        | 성당면        |               |
|                |                             | 익산시        | 성당면        |               |
| 용안면         |                             | 익산시        |               |               |
| 현내1로와 직결 |                             |               |               |               |

## 주요 건물 및 시설
- 웅포면 행정복지센터 (강변로 9/웅포리 815)
- 익산웅포우체국 (강변로 11/웅포리 830)
- 웅포면보건지소 (강변로 28/웅포리 898-1)